# Dermanyssidae
Dermanyssidae zijn  een familie van mijten. Bij de familie zijn twee geslachten met 26 soorten ingedeeld.